# Lust for Kicks
Lust for Kicks (с англ. — «Жажда Кайфа») — песня американской рок-группы The Cars, девятый трек с альбома Candy-O.

## О песне
Песня была написана и спета вокалистом, ритм-гитаристом и автором песен Риком Окасеком. Продюсером выступил Рой Томас Бейкер. На переиздании 2017 года в качестве бонус-трека есть другая версия этой песни (monitor mix).
Том Карсон из Rolling Stone сказал:В "Lust for Kicks" Окасек так занят нагромождением едких подробностей о модной декадентской современной паре ("He's got his plastic sneakers/She's got her robuck purse", с англ. — «У него пластиковые кроссовки/У неё сумочка от robuck»), что декаданс никогда не подходит достаточно близко, чтобы рассказать нам что-нибудь. Он не пачкает руки, а ему следовало бы.

## Каверы
- Кавер-версия была сделана The Blasés для трибьют-альбома Just What We Needed: A Tribute To The Cars

## Участники записи
- Рик Окасек — ритм-гитара, вокал
- Эллиот Истон — соло-гитара, бэк-вокал
- Грег Хоукс — клавишные, перкуссия, бэк-вокал
- Бенджамин Орр — бас-гитара, бэк-вокал
- Дэвид Робинсон — ударные, перкуссия